# Anitta (Sängerin)/Diskografie
Diese Diskografie ist eine Übersicht über die musikalischen Werke der brasilianischen Popsängerin Anitta. Den Schallplattenauszeichnungen zufolge verkaufte sie bisher mehr als 21,2 Millionen Tonträger, davon alleine in ihrer Heimat über 14,7 Millionen. Ihre erfolgreichste Veröffentlichung ist die Single Envolver mit über zwei Millionen verkauften Einheiten.

## Alben

### Studioalben
| Jahr | Titel Musiklabel                         | Höchstplatzierung, Gesamtwochen, AuszeichnungChartplatzierungen (Jahr, Titel, Musiklabel, Platzierungen, Wochen, Auszeichnungen, Anmerkungen) | Höchstplatzierung, Gesamtwochen, AuszeichnungChartplatzierungen (Jahr, Titel, Musiklabel, Platzierungen, Wochen, Auszeichnungen, Anmerkungen) | Höchstplatzierung, Gesamtwochen, AuszeichnungChartplatzierungen (Jahr, Titel, Musiklabel, Platzierungen, Wochen, Auszeichnungen, Anmerkungen) | Höchstplatzierung, Gesamtwochen, AuszeichnungChartplatzierungen (Jahr, Titel, Musiklabel, Platzierungen, Wochen, Auszeichnungen, Anmerkungen) | Höchstplatzierung, Gesamtwochen, AuszeichnungChartplatzierungen (Jahr, Titel, Musiklabel, Platzierungen, Wochen, Auszeichnungen, Anmerkungen) | Höchstplatzierung, Gesamtwochen, AuszeichnungChartplatzierungen (Jahr, Titel, Musiklabel, Platzierungen, Wochen, Auszeichnungen, Anmerkungen) | Anmerkungen                                              |
| Jahr | Titel Musiklabel                         | DE | CH | US | Latin | BR | PT | Anmerkungen                                              |
| ---- | ---------------------------------------- | --- | --- | --- | --- | --- | --- | -------------------------------------------------------- |
| 2013 | Anitta Warner Brasil (WMG)               | — | — | — | — | BR— PlatinBR | — | Erstveröffentlichung: 6. Juli 2013 Verkäufe: + 80.000    |
| 2014 | Ritmo perfeito Warner Brasil (WMG)       | — | — | — | — | — | — | Erstveröffentlichung: 3. Juni 2014                       |
| 2015 | Bang Warner Brasil (WMG)                 | — | — | — | — | — | — | Erstveröffentlichung: 13. Oktober 2015                   |
| 2019 | Kisses Warner Brasil (WMG)               | — | — | — | Latin16 (2 Wo.)Latin | BR— DiamantBR | — | Erstveröffentlichung: 5. April 2019 Verkäufe: + 300.000  |
| 2022 | Versions of Me Warner Records (WMG)      | — | — | — | — | BR— DiamantBR | — | Erstveröffentlichung: 12. April 2022 Verkäufe: + 300.000 |
| 2024 | Funk Generation Republic Records (UMG)   | — | CH71 (1 Wo.)CH | — | — | — | PT3 (29 Wo.)PT | Erstveröffentlichung: 26. April 2024                     |
| 2024 | Ensaios da Anitta Republic Records (UMG) | — | — | — | — | — | — | Erstveröffentlichung: 6. Dezember 2024                   |

grau schraffiert: keine Chartdaten aus diesem Jahr verfügbar

### Livealben
| Jahr | Titel     | Anmerkungen                        |
| ---- | --------- | ---------------------------------- |
| 2014 | Meu lugar | Erstveröffentlichung: 4. Juni 2014 |

### EPs
| Jahr | Titel                                | Anmerkungen                             |
| ---- | ------------------------------------ | --------------------------------------- |
| 2013 | Tá na mira                           | Erstveröffentlichung: 30. April 2013    |
| 2013 | Anitta Live                          | Erstveröffentlichung: 15. Dezember 2013 |
| 2014 | Remixes                              | Erstveröffentlichung: 13. Februar 2014  |
| 2018 | Solo                                 | Erstveröffentlichung: 9. November 2018  |
| 2022 | À Procura da Anitta Perfeita         | Erstveröffentlichung: 30. November 2022 |
| 2023 | Funk Generation: A Favela Love Story | Erstveröffentlichung: 18. August 2023   |

## Singles

### Als Leadmusikerin
| Jahr | Titel Album                                     | Höchstplatzierung, Gesamtwochen/‑monate, AuszeichnungChartplatzierungen (Jahr, Titel, Album, Platzierungen, Wochen/Monate, Auszeichnungen, Anmerkungen) | Höchstplatzierung, Gesamtwochen/‑monate, AuszeichnungChartplatzierungen (Jahr, Titel, Album, Platzierungen, Wochen/Monate, Auszeichnungen, Anmerkungen) | Höchstplatzierung, Gesamtwochen/‑monate, AuszeichnungChartplatzierungen (Jahr, Titel, Album, Platzierungen, Wochen/Monate, Auszeichnungen, Anmerkungen) | Höchstplatzierung, Gesamtwochen/‑monate, AuszeichnungChartplatzierungen (Jahr, Titel, Album, Platzierungen, Wochen/Monate, Auszeichnungen, Anmerkungen) | Höchstplatzierung, Gesamtwochen/‑monate, AuszeichnungChartplatzierungen (Jahr, Titel, Album, Platzierungen, Wochen/Monate, Auszeichnungen, Anmerkungen) | Höchstplatzierung, Gesamtwochen/‑monate, AuszeichnungChartplatzierungen (Jahr, Titel, Album, Platzierungen, Wochen/Monate, Auszeichnungen, Anmerkungen) | Anmerkungen |
| Jahr | Titel Album                                     | DE | CH | US | Latin | BR | PT | Anmerkungen |
| --- | ----------------------------------------------- | --- | --- | --- | --- | --- | --- | --- |
| 2012 | Proposta Anitta                                 | — | — | — | — | — | — | Erstveröffentlichung: 16. Januar 2012                                                                               |
| 2013 | Meiga e abusada Anitta                          | — | — | — | — | — | — | Erstveröffentlichung: 6. Februar 2013                                                                               |
| 2013 | Show das poderosas Anitta                       | — | — | — | — | — | — | Erstveröffentlichung: 16. April 2013                                                                                |
| 2013 | Tá na mira Anitta                               | — | — | — | — | — | — | Erstveröffentlichung: 30. April 2013                                                                                |
| 2013 | Não para Anitta                                 | — | — | — | — | — | — | Erstveröffentlichung: 2. Juli 2013                                                                                  |
| 2013 | Zen Anitta                                      | — | — | — | — | — | — | Erstveröffentlichung: 5. November 2013                                                                              |
| 2014 | Eu vou ficar –                                  | — | — | — | — | — | — | Erstveröffentlichung: 28. Januar 2014                                                                               |
| 2014 | Blá blá blá Ritmo perfeito                      | — | — | — | — | — | — | Erstveröffentlichung: 22. März 2014                                                                                 |
| 2014 | Na batida Ritmo perfeito                        | — | — | — | — | — | — | Erstveröffentlichung: 28. Oktober 2014                                                                              |
| 2014 | Menina má Anitta                                | — | — | — | — | — | — | Erstveröffentlichung: 3. November 2014                                                                              |
| 2015 | Deixa ele sofrer Bang                           | — | — | — | — | — | — | Erstveröffentlichung: 3. September 2015                                                                             |
| 2015 | Bang                                            | — | — | — | — | — | — | Erstveröffentlichung: 9. Oktober 2015                                                                               |
| 2015 | Totalmente demais –                             | — | — | — | — | — | — | Erstveröffentlichung: 13. November 2015 mit Flávio Renegado                                                         |
| 2016 | Cravo e canela Bang                             | — | — | — | — | — | — | Erstveröffentlichung: 12. Mai 2016 feat. Vitin                                                                      |
| 2016 | Sim ou não / Sí o no –                          | — | — | — | — | BR— ×2Doppeldiamant + GoldBR | PT— GoldPT | Erstveröffentlichung: 28. Juli 2016 Verkäufe: + 645.000; feat. Maluma                                               |
| 2017 | Paradinha –                                     | — | — | — | — | BR— DiamantBR | PT54 Platin · (24 Wo.)PT | Erstveröffentlichung: 31. Mai 2017 Verkäufe: + 310.000                                                              |
| 2017 | Is That for Me –                                | — | — | — | — | BR10 (2 Mt.)BR | PT53 (4 Wo.)PT | Erstveröffentlichung: 13. Oktober 2017 mit Alesso                                                                   |
| 2017 | Downtown –                                      | — | CH73 (9 Wo.)CH | — | Latin14 ×6Sechsfachplatin · (22 Wo.)Latin | BR2 (6 Mt.)BR | PT7 ×3Dreifachplatin · (53 Wo.)PT | Erstveröffentlichung: 19. November 2017 Verkäufe: + 825.000; mit J Balvin                                           |
| 2017 | Vai malandra –                                  | — | — | — | — | BR1 (8 Mt.)BR | PT4 ×3Dreifachplatin · (46 Wo.)PT | Erstveröffentlichung: 18. Dezember 2017 Verkäufe: + 30.000; mit Mc Zaac & Maejor feat. Tropkillaz & DJ Yuri Martins |
| 2018 | Indecente –                                     | — | — | — | Latin— GoldLatin | BR6 (5 Mt.)BR | PT58 Gold · (8 Wo.)PT | Erstveröffentlichung: 26. März 2018 Verkäufe: + 35.000                                                              |
| 2018 | Medicina –                                      | — | — | — | Latin— GoldLatin | BR4 (5 Mt.)BR | PT15 Gold · (11 Wo.)PT | Erstveröffentlichung: 20. Juli 2018 Verkäufe: + 35.000                                                              |
| 2018 | Não perco meu tempo –                           | — | — | — | — | — | PT70 (2 Wo.)PT | Erstveröffentlichung: 9. November 2018                                                                              |
| 2018 | Mala mía (Remix) –                              | — | — | — | — | — | — | Erstveröffentlichung: 21. Dezember 2018 mit Maluma & Becky G                                                        |
| 2019 | Terremoto –                                     | — | — | — | — | BR1 (3 Mt.)BR | PT4 ×2Doppelplatin · (33 Wo.)PT | Erstveröffentlichung: 1. Februar 2019 Verkäufe: + 20.000; mit Kevinho                                               |
| 2019 | Zé do caroço –                                  | — | — | — | — | — | — | Erstveröffentlichung: 15. Februar 2019 mit Jetlag                                                                   |
| 2019 | Bola rebola –                                   | — | — | — | Latin46 Platin · (1 Wo.)Latin | BR1 (5 Mt.)BR | PT12 ×2Doppelplatin · (35 Wo.)PT | Erstveröffentlichung: 22. Februar 2019 Verkäufe: + 80.000; mit Tropkillaz & J Balvin feat. Mc Zaac                  |
| 2019 | Ugly (Feia) UglyDolls O.S.T.                    | — | — | — | — | — | — | Erstveröffentlichung: 2. April 2019                                                                                 |
| 2019 | Make It Hot –                                   | — | — | — | — | BR— PlatinBR | — | Erstveröffentlichung: 19. Juni 2019 Verkäufe: + 40.000; mit Major Lazer                                             |
| 2019 | Pa’ lante –                                     | — | — | — | — | — | — | Erstveröffentlichung: 21. Juni 2019 mit Alex Sensation & Luis Fonsi                                                 |
| 2019 | Banana Kisses                                   | — | — | — | — | — | PT63 (… Wo.)PT | Erstveröffentlichung: 9. Juli 2019 feat. Becky G                                                                    |
| 2019 | Muito calor –                                   | — | CH80 (1 Wo.)CH | — | — | — | — | Erstveröffentlichung: 11. Juli 2019 mit Ozuna                                                                       |
| 2019 | eXplosion –                                     | — | — | — | — | — | — | Erstveröffentlichung: 4. Oktober 2019 mit The Black Eyed Peas                                                       |
| 2019 | Some que ele vem atrás –                        | — | — | — | — | BR2 ×2Doppeldiamant · (5 Mt.)BR | PT63 Platin · (33 Wo.)PT | Erstveröffentlichung: 30. Oktober 2019 Verkäufe: + 610.000; mit Marília Mendonça                                    |
| 2019 | Combatchy –                                     | — | — | — | — | BR1 ×2Doppeldiamant · (6 Mt.)BR | PT25 ×2Doppelplatin · (47 Wo.)PT | Erstveröffentlichung: 20. November 2019 Verkäufe: + 620.000; mit Lexa & Luísa Sonza feat. MC Rebecca                |
| 2019 | Meu Mel –                                       | — | — | — | — | BR— PlatinBR | — | Erstveröffentlichung: 13. Dezember 2019 Verkäufe: + 80.000; mit Melim                                               |
| 2019 | Até o céu –                                     | — | — | — | — | BR— ×2DoppelplatinBR | — | Erstveröffentlichung: 20. Dezember 2019 Verkäufe: + 160.000; mit MC Cabelinho                                       |
| 2020 | Jogação –                                       | — | — | — | — | BR— GoldBR | — | Erstveröffentlichung: 31. Januar 2020 Verkäufe: + 40.000; mit Psirico                                               |
| 2020 | Desce Pro Play (Pa Pa Pa) –                     | — | — | — | — | BR1 ×3Dreifachdiamant · (5 Mt.)BR | PT7 Platin · (39 Wo.)PT | Erstveröffentlichung: 26. Juni 2020 Verkäufe: + 910.000; mit Mc Zaac & Tyga                                         |
| 2020 | Tócame –                                        | — | — | — | — | BR— ×2DoppelplatinBR | PT94 Gold · (11 Wo.)PT | Erstveröffentlichung: 10. Juli 2020 Verkäufe: + 165.000; feat. Arcángel & De La Ghetto                              |
| 2020 | Me gusta Versions of Me                         | — | CH56 (3 Wo.)CH | US91 (1 Wo.)US | Latin5 (15 Wo.)Latin | BR5 ×3Dreifachdiamant · (4 Mt.)BR | PT19 Platin · (24 Wo.)PT | Erstveröffentlichung: 18. September 2020 Verkäufe: + 910.000; feat. Cardi B & Myke Towers                           |
| 2021 | Loco –                                          | — | — | — | — | BR— PlatinBR | PT113 (1 Wo.)PT | Erstveröffentlichung: 29. Januar 2021 Verkäufe: + 80.000                                                            |
| 2021 | Girl From Rio Versions of Me                    | — | — | — | — | BR17 Diamant · (1 Mt.)BR | PT40 Gold · (8 Wo.)PT | Erstveröffentlichung: 30. April 2021 Verkäufe: + 305.000                                                            |
| 2021 | Faking Love Versions of Me                      | — | — | — | — | BR— DiamantBR | PT82 Gold · (20 Wo.)PT | Erstveröffentlichung: 15. Oktober 2021 Verkäufe: + 305.000; feat. Saweetie                                          |
| 2021 | Envolver Versions of Me                         | DE— aDE | CH20 (18 Wo.)CH | US70 (6 Wo.)US | Latin3 Diamant · (21 Wo.)Latin | BR4 ×3Dreifachplatin · (3 Mt.)BR | PT2 ×4Vierfachplatin · (94 Wo.)PT | Erstveröffentlichung: 11. November 2021 Verkäufe: + 2.025.000                                                       |
| 2022 | Boys Don’t Cry Versions of Me                   | — | — | — | — | BR13 ×2Doppelplatin · (2 Mt.)BR | PT23 Gold · (13 Wo.)PT | Erstveröffentlichung: 28. Januar 2022 Verkäufe: + 165.000                                                           |
| 2022 | El que espera Versions of Me (Deluxe)           | — | — | — | — | — | PT104 (3 Wo.)PT | Erstveröffentlichung: 11. August 2022 feat. Maluma                                                                  |
| 2022 | Lobby Versions of Me (Deluxe)                   | — | — | — | — | — | PT155 (1 Wo.)PT | Erstveröffentlichung: 18. August 2022 mit Missy Elliott                                                             |
| 2022 | Ai Papai À Procura da Anitta Perfeita           | — | — | — | — | BR9 (3 Mt.)BR | PT12 Platin · (37 Wo.)PT | Erstveröffentlichung: 29. November 2022 Verkäufe: + 10.000; mit MC Danny & Hitmaker                                 |
| 2023 | Pilantra –                                      | — | — | — | — | — | PT23 Gold · (17 Wo.)PT | Erstveröffentlichung: 13. März 2023 Verkäufe: + 5.000; mit Jão                                                      |
| 2023 | Nu –                                            | — | — | — | — | — | PT185 (1 Wo.)PT | Erstveröffentlichung: 20. April 2023 mit Hitmaker                                                                   |
| 2023 | Vai vendo –                                     | — | — | — | — | — | PT133 (1 Wo.)PT | Erstveröffentlichung: 27. April 2023 mit Mc Ryan SP                                                                 |
| 2023 | Capitán –                                       | — | — | — | — | — | — | Erstveröffentlichung: 26. Mai 2023 Verkäufe: + 50.000; mit Rvfv & Sfera Ebbasta                                     |
| 2023 | Funk Rave Funk Generation                       | — | — | — | Latin— GoldLatin | — | PT27 (7 Wo.)PT | Erstveröffentlichung: 23. Juni 2023 Verkäufe: + 30.000                                                              |
| 2023 | Back For More –                                 | — | — | — | — | — | PT69 (1 Wo.)PT | Erstveröffentlichung: 15. September 2023 mit Tomorrow X Together                                                    |
| 2023 | Mil veces Funk Generation                       | — | — | — | Latin— GoldLatin | BR— DiamantBR | PT48 (7 Wo.)PT | Erstveröffentlichung: 20. Oktober 2023 Verkäufe: + 330.000                                                          |
| 2023 | Joga pra lua Funk Generation                    | — | — | — | — | BR25 ×3Dreifachdiamant · (2 Mt.)BR | PT48 (19 Wo.)PT | Erstveröffentlichung: 15. Dezember 2023 Verkäufe: + 900.000; mit Pedro Sampaio & Dennis                             |
| 2024 | Double Team Funk Generation                     | — | — | — | — | BR— ×3DreifachplatinBR | PT117 (2 Wo.)PT | Erstveröffentlichung: 22. März 2024 Verkäufe: + 240.000; mit Brray & Bad Gyal                                       |
| 2024 | Mania de Você –                                 | — | — | — | — | BR— GoldBR | — | Erstveröffentlichung: 27. August 2024 Verkäufe: + 40.000                                                            |
| 2024 | Get Up Bitch! Shake Ya Ass –                    | — | — | — | — | — | PT192 (1 Wo.)PT | Erstveröffentlichung: 30. August 2024 mit Victoria                                                                  |
| Folgende Lieder erschienen nicht als Single, wurden aber durch das Album zum Download und Streaming bereitgestellt und konnten somit eine Platzierung erlangen: |                                                 | | | | | | | |
| |                                                 | | | | | | | |
| 2018 | Veneno Solo                                     | — | — | — | Latin— GoldLatin | BR12 (4 Mt.)BR | PT19 Platin · (20 Wo.)PT | Erstveröffentlichung: 9. November 2018 Verkäufe: + 40.000                                                           |
| 2022 | Gata Versions of Me                             | — | — | — | — | BR— PlatinBR | PT84 (2 Wo.)PT | feat. Chencho Corleone                                                                                              |
| 2022 | Que Rabão Versions of Me                        | — | — | — | — | BR27 Platin · (2 Mt.)BR | PT19 Gold · (22 Wo.)PT | mit YG, Papatinho & Mc Kevin O Chris feat. Mr. Catra                                                                |
| 2023 | Used To Be Funk Generation: A Favela Love Story | — | — | — | — | — | PT198 (1 Wo.)PT | |
| 2024 | Grip Funk Generation                            | — | — | — | — | — | PT82 (1 Wo.)PT | |
| 2024 | Savage Funk Funk Generation                     | — | — | — | — | BR— ×3DreifachplatinBR | PT83 (1 Wo.)PT | Verkäufe: + 240.000                                                                                                 |
| 2024 | Lose Ya Breath Funk Generation                  | — | — | — | — | BR— ×2DoppelplatinBR | PT128 (1 Wo.)PT | Verkäufe: + 160.000                                                                                                 |
| 2024 | Ahi Funk Generation                             | — | — | — | — | — | PT130 (1 Wo.)PT | feat. Sam Smith |
| 2024 | Fria Funk Generation                            | — | — | — | — | BR— ×2DoppelplatinBR | PT141 (1 Wo.)PT | Verkäufe: + 160.000                                                                                                 |
| 2025 | Sei Que Tu Me Odeia Ensaios da Anitta           | — | — | — | — | BR5 (2 Wo.)BR | PT11 Platin · (… Wo.)PT | Verkäufe: + 10.000; feat. MC Danny & Hitmaker                                                                       |

grau schraffiert: keine Chartdaten aus diesem Jahr verfügbar

### Als Gastmusikerin
| Jahr | Titel Album                                         | Höchstplatzierung, Gesamtwochen/‑monate, AuszeichnungChartplatzierungen (Jahr, Titel, Album, Platzierungen, Wochen/Monate, Auszeichnungen, Anmerkungen) | Höchstplatzierung, Gesamtwochen/‑monate, AuszeichnungChartplatzierungen (Jahr, Titel, Album, Platzierungen, Wochen/Monate, Auszeichnungen, Anmerkungen) | Höchstplatzierung, Gesamtwochen/‑monate, AuszeichnungChartplatzierungen (Jahr, Titel, Album, Platzierungen, Wochen/Monate, Auszeichnungen, Anmerkungen) | Höchstplatzierung, Gesamtwochen/‑monate, AuszeichnungChartplatzierungen (Jahr, Titel, Album, Platzierungen, Wochen/Monate, Auszeichnungen, Anmerkungen) | Höchstplatzierung, Gesamtwochen/‑monate, AuszeichnungChartplatzierungen (Jahr, Titel, Album, Platzierungen, Wochen/Monate, Auszeichnungen, Anmerkungen) | Höchstplatzierung, Gesamtwochen/‑monate, AuszeichnungChartplatzierungen (Jahr, Titel, Album, Platzierungen, Wochen/Monate, Auszeichnungen, Anmerkungen) | Höchstplatzierung, Gesamtwochen/‑monate, AuszeichnungChartplatzierungen (Jahr, Titel, Album, Platzierungen, Wochen/Monate, Auszeichnungen, Anmerkungen) | Höchstplatzierung, Gesamtwochen/‑monate, AuszeichnungChartplatzierungen (Jahr, Titel, Album, Platzierungen, Wochen/Monate, Auszeichnungen, Anmerkungen) | Anmerkungen |
| Jahr | Titel Album                                         | DE | AT | CH | UK | US | Latin | BR | PT | Anmerkungen |
| --- | --------------------------------------------------- | --- | --- | --- | --- | --- | --- | --- | --- | --- |
| 2015 | Blecaute (Slow Funk) –                              | — | — | — | — | — | — | — | — | Erstveröffentlichung: 13. November 2015 Jota Quest feat. Anitta & Nile Rodgers                                                         |
| 2015 | O amor tá aí –                                      | — | — | — | — | — | — | — | — | Erstveröffentlichung: 11. Dezember 2015 Various Artists, Benefizsingle für das Instituto Projeto Neymar Jr.                            |
| 2016 | Ginza (Remix) –                                     | — | — | — | — | — | — | — | — | Erstveröffentlichung: 20. Januar 2016 J Balvin feat. Anitta                                                                            |
| 2017 | Loka Duetos                                         | — | — | — | — | — | — | BR— ×3DreifachdiamantBR | — | Erstveröffentlichung: 5. Januar 2017 Verkäufe: + 900.000; Simone & Simaria feat. Anitta                                                |
| 2017 | Você partiu meu coração –                           | — | — | — | — | — | — | BR— ×2DoppelplatinBR | PT53 (30 Wo.)PT | Erstveröffentlichung: 10. Januar 2017 Verkäufe: + 160.000; Nego do Borel feat. Anitta & Wesley Safadão                                 |
| 2017 | Switch –                                            | — | — | — | — | — | — | BR— PlatinBR | PT70 (1 Wo.)PT | Erstveröffentlichung: 19. Mai 2017 Iggy Azalea feat. Anitta                                                                            |
| 2017 | Sua cara Know No Better                             | — | — | — | — | — | — | BR12 ×2Doppelplatin · (3 Mt.)BR | PT8 ×2Doppelplatin · (33 Wo.)PT | Erstveröffentlichung: 30. Juli 2017 Verkäufe: + 100.000; Major Lazer feat. Anitta & Pabllo Vittar                                      |
| 2017 | Will I See You Poo Bear Presents: Bearthday Music   | — | — | — | — | — | — | — | — | Erstveröffentlichung: 3. September 2017 Poo Bear feat. Anitta                                                                          |
| 2017 | Coladinha em mim Gustavo Mioto ao vivo em São Paulo | — | — | — | — | — | — | — | — | Erstveröffentlichung: 1. Dezember 2017 Gustavo Mioto feat. Anitta                                                                      |
| 2018 | Machika Vibras                                      | — | — | CH94 (2 Wo.)CH | — | — | Latin10 Platin · (20 Wo.)Latin | BR— ×3DreifachplatinBR | PT32 Gold · (14 Wo.)PT | Erstveröffentlichung: 19. Januar 2018 Verkäufe: + 235.000; J Balvin feat. Jeon & Anitta                                                |
| 2018 | Romance com safadeza –                              | — | — | — | — | — | — | BR4 ×3Dreifachdiamant · (9 Mt.)BR | — | Erstveröffentlichung: 13. April 2018 Wesley Safadão feat. Anitta                                                                       |
| 2018 | Ao vivo e a cores Intensamente Hoje!                | — | — | — | — | — | — | BR1 ×5Fünffachdiamant · (10 Mt.)BR | — | Erstveröffentlichung: 11. Mai 2018 Matheus & Kauan feat. Anitta                                                                        |
| 2018 | Fica tudo bem Brasileiro                            | — | — | — | — | — | — | BR— DiamantBR | PT78 (9 Wo.)PT | Erstveröffentlichung: 29. Mai 2018 Verkäufe: + 300.000; Silva feat. Anitta                                                             |
| 2018 | Perdendo a mão –                                    | — | — | — | — | — | — | — | — | Erstveröffentlichung: 7. September 2018 Seakret feat. Anitta & Jojo Maronttinni                                                        |
| 2018 | Jacuzzi Baila                                       | — | — | — | — | — | — | BR— PlatinBR | — | Erstveröffentlichung: 26. Oktober 2018 Verkäufe: + 66.000; Greeicy feat. Anitta                                                        |
| 2018 | Eu não vou embora –                                 | — | — | — | — | — | — | BR— PlatinBR | — | Erstveröffentlichung: 16. November 2018 DJ Zullu feat. Anitta & MC G15                                                                 |
| 2019 | Favela chegou Hello mundo                           | — | — | — | — | — | — | BR12 Diamant · (4 Mt.)BR | PT64 Gold · (3 Wo.)PT | Erstveröffentlichung: 27. Februar 2019 Verkäufe: + 305.000; Ludmilla feat. Anitta                                                      |
| 2019 | R.I.P. Mal de Amores                                | — | — | CH56 (2 Wo.)CH | — | — | Latin19 Platin · (6 Wo.)Latin | BR— ×3DreifachplatinBR | PT36 Platin · (18 Wo.)PT | Erstveröffentlichung: 15. März 2019 Verkäufe: + 322.000; Sofía Reyes feat. Rita Ora & Anitta                                           |
| 2019 | Fuego Carte blanche                                 | — | — | — | — | — | — | BR— DiamantBR | PT63 Gold · (5 Wo.)PT | Erstveröffentlichung: 26. Juli 2019 Verkäufe: + 165.000; DJ Snake feat. Sean Paul, Anitta & Tainy                                      |
| 2019 | Contatinho (Ao Vivo) Levada Do Gigante (Ao Vivo)    | — | — | — | — | — | — | BR7 (7 Mt.)BR | PT94 Gold · (14 Wo.)PT | Erstveröffentlichung: 6. September 2019 Verkäufe: + 5.000; Leo Santana feat. Anitta                                                    |
| 2019 | Complicado Ouro                                     | — | — | — | — | — | — | BR16 (3 Mt.)BR | PT92 Gold · (3 Wo.)PT | Erstveröffentlichung: 4. Oktober 2019 Verkäufe: + 5.000; Vitão feat. Anitta                                                            |
| 2019 | Bellaquita (Remix) Modo Avión                       | — | — | — | — | — | Latin— ×8AchtfachplatinLatin | — | — | Erstveröffentlichung: 22. November 2019 Verkäufe: + 480.000; Dalex feat. Lenny Tavárez, Anitta, Natti Natasha, Farruko & Justin Quiles |
| 2020 | Rave de Favela Music is the Weapon                  | — | — | — | — | — | — | BR6 (4 Mt.)BR | PT32 Gold · (26 Wo.)PT | Erstveröffentlichung: 15. Februar 2020 Verkäufe: + 5.000; Major Lazer feat. MC Lan, Anitta & Beam                                      |
| 2020 | Paloma Unico                                        | — | — | — | — | — | — | — | — | Erstveröffentlichung: 3. Juli 2020 Verkäufe: + 210.000; Fred De Palma feat. Anitta                                                     |
| 2020 | Modo turbo Doce 22                                  | — | — | — | — | — | — | BR3 ×3Dreifachdiamant · (6 Mt.)BR | PT7 Platin · (48 Wo.)PT | Erstveröffentlichung: 18. Dezember 2020 Luísa Sonza & Pabllo Vittar feat. Anitta                                                       |
| 2021 | Tô Preocupada –                                     | — | — | — | — | — | — | BR— PlatinBR | — | Erstveröffentlichung: 25. Februar 2021 Verkäufe: + 80.000; Mc Rebecca & DJ Will22 feat. Anitta                                         |
| 2021 | Mi niña (Remix) –                                   | — | — | — | — | — | Latin— PlatinLatin | — | — | Erstveröffentlichung: 2. März 2021 Verkäufe: + 60.000; Los Legendarios, Wisin & Myke Towers feat. Maluma & Anitta                      |
| 2021 | Todo o nada El Niño                                 | — | — | — | — | — | Latin40 (14 Wo.)Latin | — | — | Erstveröffentlichung: 26. Mai 2021 Lunay feat. Anitta                                                                                  |
| 2021 | Mon soleil Poison                                   | — | — | — | — | — | — | BR— GoldBR | PT86 (9 Wo.)PT | Erstveröffentlichung: 2. Juni 2021 Verkäufe: + 20.000; Dadju feat. Anitta                                                              |
| 2021 | Un altro ballo Unico                                | — | — | — | — | — | — | — | — | Erstveröffentlichung: 25. Juni 2020 Verkäufe: + 140.000; Fred De Palma feat. Anitta                                                    |
| 2021 | No chão novinha Chama meu nome                      | — | — | — | — | — | — | BR18 Diamant · (4 Mt.)BR | PT4 ×2Doppelplatin · (55 Wo.)PT | Erstveröffentlichung: 9. Dezember 2021 Verkäufe: + 320.000; Pedro Sampaio feat. Anitta                                                 |
| 2022 | Dançarina (Remix) –                                 | — | — | — | — | — | — | — | — | Erstveröffentlichung: 10. Juni 2022 Verkäufe: + 333.333; Pedro Sampaio & MC Pedrinho feat. Anitta, Dadju & Nicky Jam                   |
| 2022 | La loto Cupido                                      | — | — | — | — | — | — | BR— PlatinBR | — | Erstveröffentlichung: 6. Juli 2022 Verkäufe: + 70.000; Tini feat. Becky G & Anitta                                                     |
| 2022 | Simply the Best Elevation                           | — | — | — | — | — | — | — | — | Erstveröffentlichung: 28. Oktober 2022 Verkäufe: + 50.000; The Black Eyed Peas feat. Anitta & El Alfa                                  |
| 2023 | Proibidona Futuro Fluxo                             | — | — | — | — | — | — | BR— PlatinBR | — | Erstveröffentlichung: 18. Januar 2023 Verkäufe: + 80.000; Gloria Groove feat. Anitta Valesca Popozuda                                  |
| 2023 | Mais uma Fé Na Caminhada                            | — | — | — | — | — | — | — | PT76 (4 Wo.)PT | Erstveröffentlichung: 16. Februar 2023 Zaac feat. Anitta, DJ Yuri Martins & Zain                                                       |
| 2023 | Bellakeo Éxodo                                      | — | — | — | — | US53 (14 Wo.)US | Latin3 (26 Wo.)Latin | BR49 Diamant · (1 Mt.)BR | PT26 Platin · (23 Wo.)PT | Erstveröffentlichung: 7. Dezember 2023 Verkäufe: + 790.000; Peso Pluma feat. Anitta                                                    |
| 2024 | Gata Only (Remix) –                                 | — | AT51 (14 Wo.)AT | — | — | — | — | — | — | Erstveröffentlichung: 7. Juni 2024 FloyyMenor feat. Ozuna & Anitta                                                                     |
| 2024 | Alegría Gotti A                                     | — | — | — | — | — | Latin— GoldLatin | — | — | Erstveröffentlichung: 8. August 2024 Verkäufe: + 60.000; Tiago PZK feat. Anitta & Emilia                                               |
| 2024 | São Paulo Hurry Up Tomorrow                         | DE16 (10 Wo.)DE | AT13 (9 Wo.)AT | CH2 (17 Wo.)CH | UK21 Silber · (8 Wo.)UK | US43 (3 Wo.)US | — | BR20 Diamant · (1 Wo.)BR | PT1 Platin · (6 Wo.)PT | Erstveröffentlichung: 31. Oktober 2024 Verkäufe: + 562.500; The Weeknd feat. Anitta                                                    |
| Folgende Lieder erschienen nicht als Single, wurden aber durch das Album zum Download und Streaming bereitgestellt und konnten somit eine Platzierung erlangen: |                                                     | | | | | | | | | |
| |                                                     | | | | | | | | | |
| 2019 | Faz gostoso Madame X                                | — | — | — | — | — | — | BR47 (2 Mt.)BR | PT53 (1 Wo.)PT | Erstveröffentlichung: 9. Juli 2019 Madonna feat. Anitta                                                                                |

grau schraffiert: keine Chartdaten aus diesem Jahr verfügbar

## Musikvideos
| Jahr | Lied                                                 | Regie                          |
| ---- | ---------------------------------------------------- | ------------------------------ |
| 2012 | Menina má                                            | Anitta                         |
| 2012 | Meiga e abusada                                      | Blake Farber                   |
| 2013 | Show das poderosas                                   | Thiago Calviño                 |
| 2013 | Não para                                             | Eduardo Magalhães              |
| 2013 | Zen                                                  | Thiago Calviño                 |
| 2014 | Blá blá blá (live)                                   | Raoni Carneiro                 |
| 2014 | Cobertor                                             | Fred Ouro Preto                |
| 2014 | Na batida                                            | Fred Ouro Preto                |
| 2014 | Ritmo perfeito                                       | Alex Miranda & Raul Machado    |
| 2015 | No meu talento                                       | Alex Miranda e Raul Machado    |
| 2015 | Deixa ele sofrer                                     | Gustavo Camacho                |
| 2015 | Bang                                                 | Bruno Ilogti                   |
| 2015 | Blecaute (Jota Quest feat. Anitta & Nile Rodgers)    | Kaue Mazon                     |
| 2016 | Essa mina é louca                                    | Bruno Ilogti                   |
| 2016 | Ginza (Remix) (J Balvin feat. Anitta)                | Juan Pablo Valencia            |
| 2016 | Cravo e canela (Feat. Vitin)                         |                                |
| 2016 | Sim ou não (feat. Maluma) / Sí o No                  | Jessy Terrero                  |
| 2017 | Paradinha                                            | Bruno Ilogti                   |
| 2019 | Bola Rebola (mit Tropkillaz, J Balvin feat. MC Zaac) | Lula Carvalho                  |
| 2019 | Atención                                             | João Papa                      |
| 2019 | Banana (feat. Becky G)                               | Lula Carvalho                  |
| 2019 | Poquito (mit Swae Lee)                               | Giovanni Bianco, Pedro Molinos |

## Promoveröffentlichungen
Promo-Singles

| Jahr | Titel Album                   | Höchstplatzierung, Gesamtwochen/‑monate, AuszeichnungChartplatzierungen (Jahr, Titel, Album, Platzierungen, Wochen/Monate, Auszeichnungen, Anmerkungen) | Höchstplatzierung, Gesamtwochen/‑monate, AuszeichnungChartplatzierungen (Jahr, Titel, Album, Platzierungen, Wochen/Monate, Auszeichnungen, Anmerkungen) | Höchstplatzierung, Gesamtwochen/‑monate, AuszeichnungChartplatzierungen (Jahr, Titel, Album, Platzierungen, Wochen/Monate, Auszeichnungen, Anmerkungen) | Höchstplatzierung, Gesamtwochen/‑monate, AuszeichnungChartplatzierungen (Jahr, Titel, Album, Platzierungen, Wochen/Monate, Auszeichnungen, Anmerkungen) | Höchstplatzierung, Gesamtwochen/‑monate, AuszeichnungChartplatzierungen (Jahr, Titel, Album, Platzierungen, Wochen/Monate, Auszeichnungen, Anmerkungen) | Höchstplatzierung, Gesamtwochen/‑monate, AuszeichnungChartplatzierungen (Jahr, Titel, Album, Platzierungen, Wochen/Monate, Auszeichnungen, Anmerkungen) | Höchstplatzierung, Gesamtwochen/‑monate, AuszeichnungChartplatzierungen (Jahr, Titel, Album, Platzierungen, Wochen/Monate, Auszeichnungen, Anmerkungen) | Höchstplatzierung, Gesamtwochen/‑monate, AuszeichnungChartplatzierungen (Jahr, Titel, Album, Platzierungen, Wochen/Monate, Auszeichnungen, Anmerkungen) | Anmerkungen                                                                                       |
| Jahr | Titel Album                   | DE | AT | CH | UK | US | Latin | BR | PT | Anmerkungen                                                                                       |
| ---- | ----------------------------- | --- | --- | --- | --- | --- | --- | --- | --- | ------------------------------------------------------------------------------------------------- |
| 2015 | Cobertor (Ao vivo) Meu lugar  | — | — | — | — | — | — | — | — | Erstveröffentlichung: 23. Juni 2015                                                               |
| 2015 | Ritmo perfeito                | — | — | — | — | — | — | — | — | Erstveröffentlichung: 23. Juni 2015                                                               |
| 2015 | No meu talento Ritmo perfeito | — | — | — | — | — | — | — | — | Erstveröffentlichung: 23. Juni 2015 feat. MC Guimê                                                |
| 2016 | Essa mina é louca Bang        | — | — | — | — | — | — | — | — | Erstveröffentlichung: 14. Januar 2016 feat. Jhama                                                 |
| 2018 | Poquito Kisses                | — | — | — | — | — | — | — | PT51 (2 Wo.)PT | Erstveröffentlichung: 5. April 2019 feat. Swae Lee                                                |
| 2018 | Onda diferente Kisses         | — | — | — | — | — | — | BR8 (5 Mt.)BR | PT49 Platin · (10 Wo.)PT | Erstveröffentlichung: 5. April 2019 Verkäufe: + 10.000; mit Snoop Dogg & Ludmilla feat. Papatinho |

grau schraffiert: keine Chartdaten aus diesem Jahr verfügbar

## Statistik

### Chartauswertung
|                     | DE    | AT    | CH    | UK    | US    | Latin       | BR    | PT    |
| ------------------- | ----- | ----- | ----- | ----- | ----- | ----------- | ----- | ----- |
| Nummer-eins-Alben   | DE—DE | AT—AT | CH—CH | UK—UK | US—US | Latin—Latin | BR—BR | PT—PT |
| Top-10-Alben        | DE—DE | AT—AT | CH—CH | UK—UK | US—US | Latin—Latin | BR—BR | PT1PT |
| Alben in den Charts | DE—DE | AT—AT | CH1CH | UK—UK | US—US | Latin1Latin | BR—BR | PT1PT |

|                       | DE    | AT    | CH    | UK    | US    | Latin       | BR     | PT     |
| --------------------- | ----- | ----- | ----- | ----- | ----- | ----------- | ------ | ------ |
| Nummer-eins-Singles   | DE—DE | AT—AT | CH—CH | UK—UK | US—US | Latin—Latin | BR6BR  | PT1PT  |
| Top-10-Singles        | DE—DE | AT—AT | CH1CH | UK—UK | US—US | Latin3Latin | BR19BR | PT8PT  |
| Singles in den Charts | DE1DE | AT2AT | CH7CH | UK1UK | US5US | Latin8Latin | BR32BR | PT58PT |

### Auszeichnungen für Musikverkäufe
| Goldene Schallplatte - Brasilien - 2022: für das Lied Brazilera - Chile - 2022: für die Single Envolver - Ecuador - 2018: für die Single Jacuzzi - Frankreich - 2025: für die Single Downtown - 2025: für die Single São Paulo - Italien - 2019: für die Single Downtown - 2023: für die Single Simply the Best - 2024: für die Single Capitán - Kanada - 2022: für die Single Envolver - Polen - 2024: für die Single Envolver - 2025: für die Single São Paulo - Portugal - 2022: für das Lied Atenção - Spanien - 2023: für die Single La loto - 2024: für die Single Bellakeo - 2025: für die Single Alegría | Platin-Schallplatte - Argentinien - 2018: für die Single Downtown - Brasilien - 2016: für das Lied Faz parte - 2024: für das Lied Casi Casi - 2025: für das Lied Love in Common - Chile - 2018: für die Single Downtown - Frankreich - 2023: für die Single Envolver - Italien - 2018: für die Single Machika - 2023: für die Single Envolver - Mexiko - 2020: für die Single R.I.P. - Peru - 2018: für die Single Jacuzzi - Spanien - 2022: für die Single Envolver - 2024: für die Single Bellaquita (Remix) - 2025: für die Single R.I.P. | 2× Platin-Schallplatte - Griechenland - 2025: für die Single São Paulo - Italien - 2021: für die Single Un altro ballo - Peru - 2020: für die Single R.I.P. 3× Platin-Schallplatte - Italien - 2021: für die Single Paloma - Spanien - 2024: für die Single Downtown 4× Platin-Schallplatte - Kolumbien - 2018: für die Single Downtown - Mexiko - 2024: für die Single Bellakeo 9× Goldene Schallplatte - Mexiko - 2022: für die Single Envolver Diamantene Schallplatte - Frankreich - 2022: für die Single Mon soleil - 2023: für die Single Dançarina (Remix) |

Anmerkung: Auszeichnungen in Ländern aus den Charttabellen bzw. Chartboxen sind in ebendiesen zu finden.
| Land/RegionAuszeichnungen für Musikverkäufe (Land/Region, Auszeichnungen, Verkäufe, Quellen) | Silber  | Gold       | Platin         | Diamant       | Verkäufe   | Quellen             |
| -------------------------------------------------------------------------------------------- | ------- | ---------- | -------------- | ------------- | ---------- | ------------------- |
| Argentinien (CAPIF)                                                                          | —       | —          | Platin1        | —             | 20.000     | Einzelnachweise     |
| Brasilien (PMB)                                                                              | —       | 6× Gold6   | 42× Platin42   | 41× Diamant41 | 14.980.000 | pro-musicabr.org.br |
| Chile (IFPI)                                                                                 | —       | Gold1      | Platin1        | —             | 210.000    | profovi.cl          |
| Ecuador (SOPROFON)                                                                           | —       | Gold1      | —              | —             | 3.000      | Einzelnachweise     |
| Frankreich (SNEP)                                                                            | —       | 2× Gold2   | Platin1        | 2× Diamant2   | 1.016.666  | snepmusique.com     |
| Griechenland (IFPI)                                                                          | —       | —          | 2× Platin2     | —             | 40.000     | Einzelnachweise     |
| Italien (FIMI)                                                                               | —       | 3× Gold3   | 7× Platin7     | —             | 625.000    | fimi.it             |
| Kanada (MC)                                                                                  | —       | Gold1      | —              | —             | 40.000     | musiccanada.com     |
| Kolumbien (ASINCOL)                                                                          | —       | —          | 4× Platin4     | —             | 40.000     | Einzelnachweise     |
| Mexiko (AMPROFON)                                                                            | —       | Gold1      | 9× Platin9     | —             | 1.250.000  | amprofon.com.mx     |
| Peru (UNIMPRO)                                                                               | —       | —          | 3× Platin3     | —             | 18.000     | Einzelnachweise     |
| Polen (ZPAV)                                                                                 | —       | 2× Gold2   | —              | —             | 87.500     | olis.pl             |
| Portugal (AFP)                                                                               | —       | 16× Gold16 | 31× Platin31   | —             | 390.000    | Einzelnachweise     |
| Spanien (Promusicae)                                                                         | —       | 2× Gold2   | 7× Platin7     | —             | 470.000    | elportaldemusica.es |
| Vereinigte Staaten (RIAA)                                                                    | —       | 6× Gold6   | 18× Platin18   | Diamant1      | 1.860.000  | riaa.com            |
| Vereinigtes Königreich (BPI)                                                                 | Silber1 | —          | —              | —             | 200.000    | bpi.co.uk           |
| Insgesamt                                                                                    | Silber1 | 41× Gold41 | 126× Platin126 | 44× Diamant44 |            |                     |